# Weitersdorf (Uhlstädt-Kirchhasel)
Weitersdorf ist ein Ortsteil der Gemeinde Uhlstädt-Kirchhasel in Thüringen mit neun Einwohnern (2005). Es ist ein ehemaliges „Küchendorf“ der Schwarzburg-Rudolstädter Fürsten.

## Geographie
Weitersdorf befindet sich etwa zwei Kilometer südlich von Großkochberg.

## Geschichte
Der weilerartige Ort liegt an einer alten Straßenverbindung zwischen Rudolstadt und Großkochberg. Ob diese Siedlung indirekt mit Heinrich Wybirstal am 10. Februar 1351 in einer Urkunde erwähnt wurde, ist nicht belegbar.
Die einstige Dorfkirche ist ein romanisches Bauwerk. Die vergleichende Bauforschung datiert die Kirche auf das 11./12. Jahrhundert. Zum Ende des 19. Jahrhunderts war der Ort als Kammergut ausgebaut.
Nach örtlicher Überlieferung war die Kirche dem Heiligen Bonifatius geweiht. Als Ausstattungselement blieb der als „Taufstein“ oder Weihwasserbecken mit romanischer Ornamentik bezeichnete Stein erhalten. Ebenso sehenswert ist der gotische Bildstock nordöstlich der Kirche sowie der kleine Friedhof mit historischen Grabmälern aus dem 18. Jahrhundert.
Die erst 1805 gestiftete Glocke war vermutlich eine Hommage des Fürsten Ludwig Friedrich II. zum Tod seines Freundes Friedrich Schiller (Die Glocke, geschrieben in Rudolstadt).
Nach längerer Pause wird die Kirche seit 1996 wieder gottesdienstlich genutzt. Traditionell wurde der Festgottesdienst zum Patrozinium am Sonntag nach dem 5. Juni (Festtag des Heiligen Bonifatius). 2008 hielt mit Weihbischof Reinhard Hauke aus Erfurt zum ersten Mal seit Einführung der Reformation wieder ein Bischof in dieser Kirche einen katholischen Gottesdienst mit der Gemeinde.
Soweit sich die Geschichte zurückverfolgen lässt, bewohnten den Ort nie mehr als 15 Personen.